# امانوئل گالیاردی
امانوئل گالیاردی (ایتالیایی: Emmanuelle Gagliardi؛ زادهٔ ۹ ژوئیهٔ ۱۹۷۶) تنیس‌باز اهل سوئیس است.